# Tabanus balabacensis
Tabanus balabacensis är en tvåvingeart som beskrevs av Chvala och Lyneborg 1970. Tabanus balabacensis ingår i släktet Tabanus och familjen bromsar.
Artens utbredningsområde är Filippinerna. Inga underarter finns listade i Catalogue of Life.